# Antonín Havlík
Antonín Havlík, často vystupující pod přezdívkou Tony (* 3. září 1993 Břeclav), je český novinář, fotograf a youtuber.

## Život a kariéra
Narodil se v roce 1993 v Břeclavi. Ve městě v roce 2013 vystudoval Střední školu Edvarda Beneše. Po studiu se přestěhoval do Prahy, kde jeho první práce byla ve firmě G4S, známé především kvůli tomu, že zde několik roků před Havlíkovým nástupem do této práce udělal František Procházka největší krádež v českých dějinách.

### Novinářská kariéra
Jako novinář působí od roku 2016. V roce 2019 pracoval mimo jiné pro Český rozhlas. V letech 2017 až 2020 působil v magazínu Refresher. Do října 2021 pak působil ve zpravodajském serveru Forum24. Od října 2021 do června 2023 poté pracoval pro deník Právo, přičemž se v rámci novinářské činnosti zaměřoval na kriminalitu, trestní kauzy či bezpečnost. V březnu 2024 začal působit v internetovém pořadu Řetězák, který se dostal do užší nominace na Novinářskou cenu 2024 v kategorii Inovativní žurnalistika.

#### Kniha
V roce 2019 vydal knihu s titulem „Homeless Guide: Jak přežít na ulici a užít si to“. Vypráví v ní příběhy čtyř lidí bez domova s důrazem na to, z jakých důvodů se bez domova ocitli.

### Působení na YouTube
V srpnu 2022 založil na platformě YouTube kanál s názvem segment. V rozhovoru pro regionální portál Drbna uvedl, že o vytvoření vlastního kanálu na platformě uvažoval dlouho předtím. Na kanále se věnuje převážně tvorbě vzdělávacích videí týkajících se prostředí internetu, technologií nebo společnosti obecně. V lednu 2024 jeho YouTube kanál dosáhl hranice 100 tisíc odběratelů.